# Nandom Municipal District
Koordinaten: 10° 51′ N, 2° 46′ W
Der Nandom Municipal District im Nordwesten Ghanas ist der kleinste der elf Distrikte der Upper West Region. Er ist der nordwestlichste Distrikt Ghanas und hat im Norden und Westen eine gemeinsame Grenze mit dem Nachbarland Burkina Faso. Er entstand 2012 bei der Teilung des vormaligen Lawra/Nandom District und beherbergt mit Nandom ein Paramountcy, also Gebiet traditioneller Autoritäten.

## Bevölkerung
Die größte ethnische Gruppe des Distriktes sind die Dagaaba.
Wichtigste Religionen sind das Christentum (86 %) und der Islam (7 %).

## Geografische Lage
Die Lage am Mouhoun, der die Westgrenze des gesamten Distriktes bildet, prägt das Hügelland von Nandom.
Der Vegetationstyp ist Grassavanne. Die Regenzeit ist zwischen April und Oktober.
Die Nationalstraße 12 führt auf ihrem Weg von Wa nach Hamile in Süd-Nord-Richtung durch den Distrikt.